# Hrádek (hrad, okres České Budějovice)
Hrádek je zaniklý hrad u stejnojmenné vesnice u Trhových Svin v okrese České Budějovice. Založen byl v první polovině čtrnáctého století a zanikl během husitských válek. Dochovaly se z něj zejména novodobými zásahy poškozené části opevnění, které jsou chráněny jako kulturní památka ČR. Hrádek byl tradičně označován jako tvrz, ale Tomáš Durdík jej na základě polohy a rozsahu opevnění zařadil mezi hrady.

## Historie
Prvním známým držitelem vesnice Hrádek byl Pešík z Hrádku doložený roku 1360, ale Tomáš Durdík jako prvního majitele uvádí až Lipolta z Hrádku připomínaného v roce 1364. Po něm se držitelem stal Lipoltův bratr Pešek, kterému hrad patřil ještě roku 1379. Dalšími majiteli se stali Rožmberkové, kteří ho připojili k novohradskému panství a Hrádek pro ně spravovali purkrabí. Prvním z nich byl okolo roku 1400 jakýsi Jarošek, po němž funkci plnili Vilém z Petrovic (1412) a Jan z Mikulovic. Během husitských válek byl hrad nejpozději roku 1424 husitským vojskem Jana Žižky vypálen a pobořen. Jeho zříceniny se dochovaly nejméně do osmnáctého století, ale v následujícím století byly rozebrány na stavební materiál.

## Stavební podoba
Staveništěm hradu se stal úzký ostroh obtékaný Žárským potokem. Přístupnější západní stranu chránila trojice či čtveřice příkopů, jejichž podoba byla výrazně změněna pozdějšími zásahy. Hned za prvním příkopem se nacházel první oddíl hradu, kde se dochovaly pozůstatky čtverhranné zděné stavby. Stopy případné další zástavby byly poničeny výstavbou vodojemu. Hradní jádro má oválný půdorys. Chránila je zděná hradba obehnaná nejspíše ještě parkánovou zdí. Hlavní obytná budova stála pravděpodobně na východní straně a další stavby stály u jižní hradby. Parkánová zeď se snad v podobě valového reliktu dochovala jen na východní straně, zatímco na zbývajících ji překrývají destrukce zdiva.
Vzhledem k torzovitosti dochovaných zbytků nelze rekonstruovat podobu hradního jádra. Typologicky snad patřilo mezi hrady s plášťovou zdí nebo ke hradům s palácem jako hlavní obrannou i obytnou stavbou.

## Přístup
Zbytky hradu jsou volně přístupné. Přímo přes ně vede zeleně značená turistická trasa z Olešnice do Klažar a cyklotrasa Pamětí Slepičích hor z Trhových Svin do Bukové.